# Bruno Oliveira de Matos
Bruno Oliveira de Matos (Barra, 5 giugno 1990) è un calciatore brasiliano, centrocampista del Sousa.

## Carriera
Ha giocato nella seconda divisione brasiliana e nella prima divisione dei campionati brasiliano, serbo, iraniano, malaysiano ed indonesiano.

## Palmarès

### Competizioni statali
- Campionato Paraibano: 1

Sousa: 2025